# Tiamat
 For alternative betydninger, se Tiamat (flertydig). (Se også artikler, som begynder med Tiamat)
I babylonisk mytologi (og nok også i sumerisk mytologi selv om alle de bevarede tekster er senere), er Tiamat havet, personificeret som en gudinde og en monstrøs inkarnation af primordalt kaos.

I Enuma Elish, det babylonske epos af skabelsen, har Tiamat født den første generation guder; senere bekriger hun dem, men splittes i to af stormguden Marduk, som skaber himlen og jorden af hendes krop. Hun var kendt som Thalattē (en variant af thalassa, et græsk ord for "hav") i det hellenistiske babyloniske Berossus' første bind af en verdenshistorie, og nogle akkadiske afskrifter af Enûma Elish erstattede det almindelige ord for "hav" med Tiamat, så tæt var associationen.